# Бренам (Тексас)
Бренам (енгл. Brenham) град је у америчкој савезној држави Тексас. Налази се у округу Вошингтон, чије је седиште. По попису становништва из 2010. у њему је живело 15.716 становника.

## Демографија
Према попису становништва из 2010. у граду је живело 15.716 становника, што је 2.209 (16,4%) становника више него 2000. године.
| Група             | 2000.         | 2010.         |
| Белци             | 8.842 (65,5%) | 9.186 (58,4%) |
| Афроамериканци    | 2.960 (21,9%) | 3.724 (23,7%) |
| Азијати           | 251 (1,9%)    | 289 (1,8%)    |
| Хиспаноамериканци | 1.384 (10,2%) | 2.397 (15,3%) |
| Укупно            | 13.507        | 15.716        |